# Directo USA
Directo USA es un programa de noticias de la cadena CNN en Español presentado por Juan Carlos López. Se enfoca en transmitir las noticias de Estados Unidos al público de habla hispana en Estados Unidos y Latinoamérica. El programa se transmite de lunes a viernes a las 5:00 p. m. (hora del este). Directo USA presenta los segmentos regulares entre los cuales se incluyen temas como: redes sociales, inmigración, éxito, censo, y la identidad latina en Estados Unidos.

## Historia
Directo USA inició sus emisiones el 22 de noviembre de 2010. El lanzamiento del programa formó parte de una nueva era de la cadena CNN en Español, la cual cambió su programación y su identidad gráfica. Otros nuevos programas que ahora formaban parte de la cadena es el programa de debate Choque de Opiniones. 
A partir de 2013 el programa también incluye un segmento semanal llamado Directo a la Tecnología, coconducido por Silvina Moschini.
Antes de noviembre de 2010, el programa se llamaba Directo desde Estados Unidos y era presentado por Patricia Janiot desde el CNN Center en Atlanta. También ha sido conducido por Daniel Viotto y tenía colaboraciones de Ana María Montero en la sección de espectáculos. Trataba principalmente de los sucesos ocurridos en Estados Unidos.

## Invitados
Desde su lanzamiento, Directo USA ha tenido invitados que incluyen a la secretaria del Trabajo Hilda Solís, la secretaria de Seguridad Nacional Janet Napolitano, el senador Bob Menendez, y la representante Ileana Ros-Lehtinen. También han aparecido el secretario general de la OEA, José Miguel Insulza, el presidente de Panamá, Ricardo Martinelli, la secretaria de estado, Hillary Clinton, entre otros.
También ha incluido a las figuras de los deportes y del entretenimiento como Greivis Vásquez, Nelly Furtado y Joaquim de Almeida. En mayo de 2013, el show salió al aire una entrevista exclusiva con Pedro Castro y Onil Castro, quines son los hermanos de Ariel Castro el perpetrador del secuestro de Amanda Berry, Gina DeJesus y Michelle Knight.